# Partecipanti alla Vuelta a España 2010
Elenco dei partecipanti alla Vuelta a España 2010.
Alla competizione presero parte 22 squadre. Ognuna di esse era composta da 9 corridori, per un totale di 198 ciclisti.

## Corridori per squadra
| Cervélo TestTeam            | Cervélo TestTeam            | Cervélo TestTeam            | Footon-Servetto     | Footon-Servetto           | Footon-Servetto     | Sky Professional Cycling Team | Sky Professional Cycling Team | Sky Professional Cycling Team |
| --------------------------- | --------------------------- | --------------------------- | ------------------- | ------------------------- | ------------------- | ----------------------------- | ----------------------------- | ----------------------------- |
| 1                           | Íñigo Cuesta                | 26º                         | 81                  | José Alberto Benítez      | 75º                 | 161                           | Thomas Löfkvist               | NP 8ª                         |
| 2                           | Theo Bos                    | R 17ª                       | 82                  | Manuel Cardoso            | 128º                | 162                           | John-Lee Augustyn             | R 3ª                          |
| 3                           | Philip Deignan              | R 11ª                       | 83                  | Giampaolo Cheula          | 86º                 | 163                           | Kjell Carlström               | NP 8ª                         |
| 4                           | Stefan Denifl               | R 14ª                       | 84                  | Arkaitz Durán             | FT 2ª               | 164                           | Juan Antonio Flecha           | R 7ª                          |
| 5                           | Xavier Florencio            | 104º                        | 85                  | David Gutiérrez Gutiérrez | 113º                | 165                           | Simon Gerrans                 | NP 8ª                         |
| 6                           | Óscar Pujol                 | 66º                         | 86                  | Enrique Mata              | 122º                | 166                           | Peter Kennaugh                | NP 8ª                         |
| 7                           | Thor Hushovd                | NP 17ª                      | 87                  | Martin Pedersen           | 131º                | 167                           | Lars-Petter Nordhaug          | NP 8ª                         |
| 8                           | Carlos Sastre               | 8º                          | 88                  | Johnnie Walker            | 147º                | 168                           | Ian Stannard                  | NP 8ª                         |
| 9                           | Xavier Tondó                | 6º                          | 89                  | David Vitoria             | R 12ª               | 169                           | Ben Swift                     | R 3ª                          |
| AG2R La Mondiale            | AG2R La Mondiale            | AG2R La Mondiale            | FDJ                 | FDJ                       | FDJ                 | Team HTC-Columbia             | Team HTC-Columbia             | Team HTC-Columbia             |
| 11                          | Nicolas Roche               | 7º                          | 91                  | Christophe Le Mével       | 15º                 | 171                           | Lars Ytting Bak               | 156º                          |
| 12                          | José Luis Arrieta           | R 15ª                       | 92                  | Rémy Di Grégorio          | 21º                 | 172                           | Mark Cavendish                | 144º                          |
| 13                          | Guillaume Bonnafond         | 58º                         | 93                  | Pierre Cazaux             | 110º                | 173                           | Bernhard Eisel                | R 4ª                          |
| 14                          | Hubert Dupont               | 55º                         | 94                  | Sébastien Chavanel        | 139º                | 174                           | Matthew Goss                  | 138º                          |
| 15                          | Sébastien Hinault           | 117º                        | 95                  | Mickaël Cherel            | 62º                 | 175                           | Hayden Roulston               | R 13ª                         |
| 16                          | Blel Kadri                  | 82º                         | 96                  | Jaŭhen Hutarovič          | 135º                | 176                           | Kanstancin Siŭcoŭ             | 38º                           |
| 17                          | Rinaldo Nocentini           | 53º                         | 97                  | Gianni Meersman           | 98º                 | 177                           | Tejay van Garderen            | 35º                           |
| 18                          | Christophe Riblon           | 130º                        | 98                  | Yoann Offredo             | R 10ª               | 178                           | Martin Velits                 | 106º                          |
| 19                          | Ludovic Turpin              | 23º                         | 99                  | Arthur Vichot             | R 15ª               | 179                           | Peter Velits                  | 3º                            |
| Andalucía-Cajasur           | Andalucía-Cajasur           | Andalucía-Cajasur           | Garmin-Transitions  | Garmin-Transitions        | Garmin-Transitions  | Team Katusha                  | Team Katusha                  | Team Katusha                  |
| 21                          | José Ángel Gómez Marchante  | 80º                         | 101                 | Tom Danielson             | 9º                  | 181                           | Joaquim Rodríguez             | 4º                            |
| 22                          | Jorge Montenegro            | 150º                        | 102                 | Julian Dean               | NP 13ª              | 182                           | Giampaolo Caruso              | 36º                           |
| 23                          | Sergio Carrasco             | 93º                         | 103                 | Tyler Farrar              | 142º                | 183                           | Denis Galimzjanov             | NP 14ª                        |
| 24                          | Juan Javier Estrada         | 92º                         | 104                 | Michel Kreder             | 152º                | 184                           | Vladimir Gusev                | 17º                           |
| 25                          | Javier Moreno               | 53º                         | 105                 | David Millar              | 109º                | 185                           | Joan Horrach                  | 74º                           |
| 26                          | Manuel Ortega               | 123º                        | 106                 | Thomas Peterson           | 27º                 | 186                           | Vladimir Karpec               | 13º                           |
| 27                          | Antonio Piedra              | 105º                        | 107                 | Christian Vande Velde     | 59º                 | 187                           | Aleksandr Kolobnev            | 29º                           |
| 28                          | Javier Ramírez              | 91º                         | 108                 | Matthew Wilson            | 143º                | 188                           | Michail Ignat'ev              | 148º                          |
| 29                          | José Vicente Toribio        | 129º                        | 109                 | David Zabriskie           | NP 18ª              | 189                           | Filippo Pozzato               | NP 20ª                        |
| Astana                      | Astana                      | Astana                      | Lampre-Farnese Vini | Lampre-Farnese Vini       | Lampre-Farnese Vini | Team Milram                   | Team Milram                   | Team Milram                   |
| 31                          | Sergej Renëv                | 99º                         | 111                 | Alessandro Petacchi       | R 9ª                | 191                           | Robert Förster                | 137º                          |
| 32                          | Asan Bazaev                 | 83º                         | 112                 | Grega Bole                | 97º                 | 192                           | Markus Fothen                 | NP 11ª                        |
| 33                          | Allan Davis                 | 76º                         | 113                 | Danilo Hondo              | 108º                | 193                           | Markus Eichler                | 114º                          |
| 34                          | Aleksandr D'jačenko         | 32º                         | 114                 | Andrej Kašečkin           | 18º                 | 194                           | Dominik Roels                 | 119º                          |
| 35                          | Dmitrij Fofonov             | 57º                         | 115                 | Giorgio Furlan            | 136º                | 195                           | Johannes Fröhlinger           | 37º                           |
| 36                          | Enrico Gasparotto           | 68º                         | 116                 | Marco Marzano             | 40º                 | 196                           | Björn Schröder                | 107º                          |
| 37                          | Valentin Iglinskij          | 153º                        | 117                 | Manuele Mori              | 90º                 | 197                           | Roy Sentjens                  | NP 12ª                        |
| 38                          | Josep Jufré                 | 24º                         | 118                 | Daniele Pietropolli       | 61º                 | 198                           | Niki Terpstra                 | 95º                           |
| 39                          | Andrej Zejc                 | 103º                        | 119                 | Daniele Righi             | 112º                | 199                           | Paul Voss                     | 70º                           |
| Bbox Bouygues Telecom       | Bbox Bouygues Telecom       | Bbox Bouygues Telecom       | Liquigas-Doimo      | Liquigas-Doimo            | Liquigas-Doimo      | Team Saxo Bank                | Team Saxo Bank                | Team Saxo Bank                |
| 41                          | Johann Tschopp              | 81º                         | 121                 | Daniele Bennati           | 85º                 | 201                           | Anders Lund                   | 48º                           |
| 42                          | William Bonnet              | 111º                        | 122                 | Mauro Finetto             | 79º                 | 202                           | Fabian Cancellara             | R 19ª                         |
| 43                          | Freddy Bichot               | R 9ª                        | 123                 | Jacopo Guarnieri          | 149º                | 203                           | Kasper Klostergaard           | 140º                          |
| 44                          | Vincent Jérôme              | 94º                         | 124                 | Maciej Paterski           | 77º                 | 204                           | Juan José Haedo               | 151º                          |
| 45                          | Alexandre Pichot            | 121º                        | 125                 | Roman Kreuziger           | 28º                 | 205                           | Dominic Klemme                | 155º                          |
| 46                          | Perrig Quéméneur            | 100º                        | 126                 | Vincenzo Nibali           | 1º                  | 206                           | Gustav Larsson                | 20º                           |
| 47                          | Pierre Rolland              | R 9ª                        | 127                 | Oliver Zaugg              | 51º                 | 207                           | Stuart O'Grady                | NP 10ª                        |
| 48                          | Mathieu Sprick              | 54º                         | 128                 | Ivan Santaromita          | 65º                 | 208                           | Andy Schleck                  | NP 10ª                        |
| 49                          | Nicolas Vogondy             | NP 19ª                      | 129                 | Frederik Willems          | 88º                 | 209                           | Fränk Schleck                 | 5º                            |
| Caisse d'Epargne            | Caisse d'Epargne            | Caisse d'Epargne            | Omega Pharma-Lotto  | Omega Pharma-Lotto        | Omega Pharma-Lotto  | Xacobeo Galicia               | Xacobeo Galicia               | Xacobeo Galicia               |
| 51                          | David Arroyo                | 25º                         | 131                 | Jan Bakelants             | 19º                 | 211                           | Ezequiel Mosquera             | 2º                            |
| 52                          | Marzio Bruseghin            | 22º                         | 132                 | Jurgen Van Goolen         | 34º                 | 212                           | Gustavo César Veloso          | 45º                           |
| 53                          | Imanol Erviti               | 78º                         | 133                 | Mickaël Delage            | R 9ª                | 213                           | Delio Fernández               | 60º                           |
| 54                          | José Vicente García         | 115º                        | 134                 | Philippe Gilbert          | 50º                 | 214                           | David García Dapena           | 11º                           |
| 55                          | David López García          | 42º                         | 135                 | Leif Hoste                | 118º                | 215                           | Marcos García                 | 44º                           |
| 56                          | Luis Pasamontes             | 47º                         | 136                 | Olivier Kaisen            | 125º                | 216                           | Vladimir Isajčev              | 133º                          |
| 57                          | Rubén Plaza                 | 16º                         | 137                 | Jean-Christophe Péraud    | 39º                 | 217                           | Serafín Martínez              | 63º                           |
| 58                          | Luis León Sánchez           | 10º                         | 138                 | Greg Van Avermaet         | 49º                 | 218                           | Gonzalo Rabuñal               | 30º                           |
| 59                          | Rigoberto Urán              | 33º                         | 139                 | Jelle Vanendert           | R 15ª               | 219                           | Gustavo Rodríguez             | 69º                           |
| Cofidis, le Crédit en Ligne | Cofidis, le Crédit en Ligne | Cofidis, le Crédit en Ligne | Quick Step          | Quick Step                | Quick Step          |                               |                               |                               |
| 61                          | Samuel Dumoulin             | 124º                        | 141                 | Carlos Barredo            | 43º                 |                               |                               |                               |
| 62                          | Tony Gallopin               | 89º                         | 142                 | Dario Cataldo             | 71º                 |                               |                               |                               |
| 63                          | Mickaël Buffaz              | R 2ª                        | 143                 | Kevin De Weert            | 64º                 |                               |                               |                               |
| 64                          | Arnaud Labbe                | 154º                        | 144                 | Nikolas Maes              | 132º                |                               |                               |                               |
| 65                          | David Moncoutié             | 14º                         | 145                 | Davide Malacarne          | 126º                |                               |                               |                               |
| 66                          | Rémi Pauriol                | 73º                         | 146                 | Branislaŭ Samojlaŭ        | R 8ª                |                               |                               |                               |
| 67                          | Nico Sijmens                | 96º                         | 147                 | Andreas Stauff            | 145º                |                               |                               |                               |
| 68                          | Sébastien Minard            | 102º                        | 148                 | Matteo Tosatto            | 67º                 |                               |                               |                               |
| 69                          | Romain Zingle               | 87º                         | 149                 | Wouter Weylandt           | 146º                |                               |                               |                               |
| Euskaltel-Euskadi           | Euskaltel-Euskadi           | Euskaltel-Euskadi           | Rabobank            | Rabobank                  | Rabobank            |                               |                               |                               |
| 71                          | Igor Antón                  | R 14ª                       | 151                 | Mauricio Ardila           | 120º                |                               |                               |                               |
| 72                          | Koldo Fernández             | 141º                        | 152                 | Óscar Freire              | NP 15ª              |                               |                               |                               |
| 73                          | Beñat Intxausti             | R 15ª                       | 153                 | Juan Manuel Gárate        | 46º                 |                               |                               |                               |
| 74                          | Egoi Martínez               | R 14ª                       | 154                 | Dmitrij Kozončuk          | 134º                |                               |                               |                               |
| 75                          | Mikel Nieve                 | 12º                         | 155                 | Sebastian Langeveld       | 116º                |                               |                               |                               |
| 76                          | Juan José Oroz              | 56º                         | 156                 | Grischa Niermann          | 72º                 |                               |                               |                               |
| 77                          | Amets Txurruka              | 31º                         | 157                 | Denis Men'šov             | 41º                 |                               |                               |                               |
| 78                          | Pablo Urtasun               | 101º                        | 158                 | Laurens ten Dam           | R 16ª               |                               |                               |                               |
| 79                          | Gorka Verdugo               | 84º                         | 159                 | Nick Nuyens               | 127º                |                               |                               |                               |

## Ciclisti per nazione
Le nazionalità rappresentate nella manifestazione sono 29; in tabella il numero dei ciclisti suddivisi per la propria nazione di appartenenza:
| Numero ciclisti | Nazione                                                                          |
| --------------- | -------------------------------------------------------------------------------- |
| 49              | Spagna                                                                           |
| 30              | Francia                                                                          |
| 20              | Italia                                                                           |
| 16              | Belgio                                                                           |
| 11              | Germania                                                                         |
| 8               | Russia                                                                           |
| 7               | Kazakistan, Stati Uniti                                                          |
| 6               | Australia                                                                        |
| 5               | Gran Bretagna, Paesi Bassi                                                       |
| 4               | Danimarca, Svizzera                                                              |
| 3               | Bielorussia                                                                      |
| 2               | Argentina, Austria, Colombia, Irlanda, Lussemburgo, Norvegia, Slovacchia, Svezia |
| 1               | Finlandia, Nuova Zelanda, Polonia, Portogallo, Rep. Ceca, Slovenia, Sudafrica    |